# 大苞鸢尾
大苞鸢尾（学名：Iris bungei）为鸢尾科鸢尾属的植物。分布于蒙古以及中国大陆的甘肃、宁夏、山西、内蒙古等地，多生于半荒漠、沙漠、砂质草地和砂丘上，目前尚未由人工引种栽培。